# David Luiz
David Luiz Moreira Marinho, noto semplicemente come David Luiz (Diadema, 22 aprile 1987), è un calciatore brasiliano, difensore del Pafos.

## Caratteristiche tecniche
Difensore centrale completo si distingue per personalità spirito di sacrificio e doti fisiche, che abbinate alla duttilità, ne hanno fatto uno dei più promettenti prospetti nel suo ruolo. Calciatore dal vasto bagaglio tecnico, unisce ottime doti di stopper a una buona fantasia che gli permette di ricoprire svariati ruoli del centrocampo, dal trequartista al mediano. È inoltre un buon rigorista e calciatore di punizioni, essendo dotato di un tiro molto potente. 

## Carriera

### Club

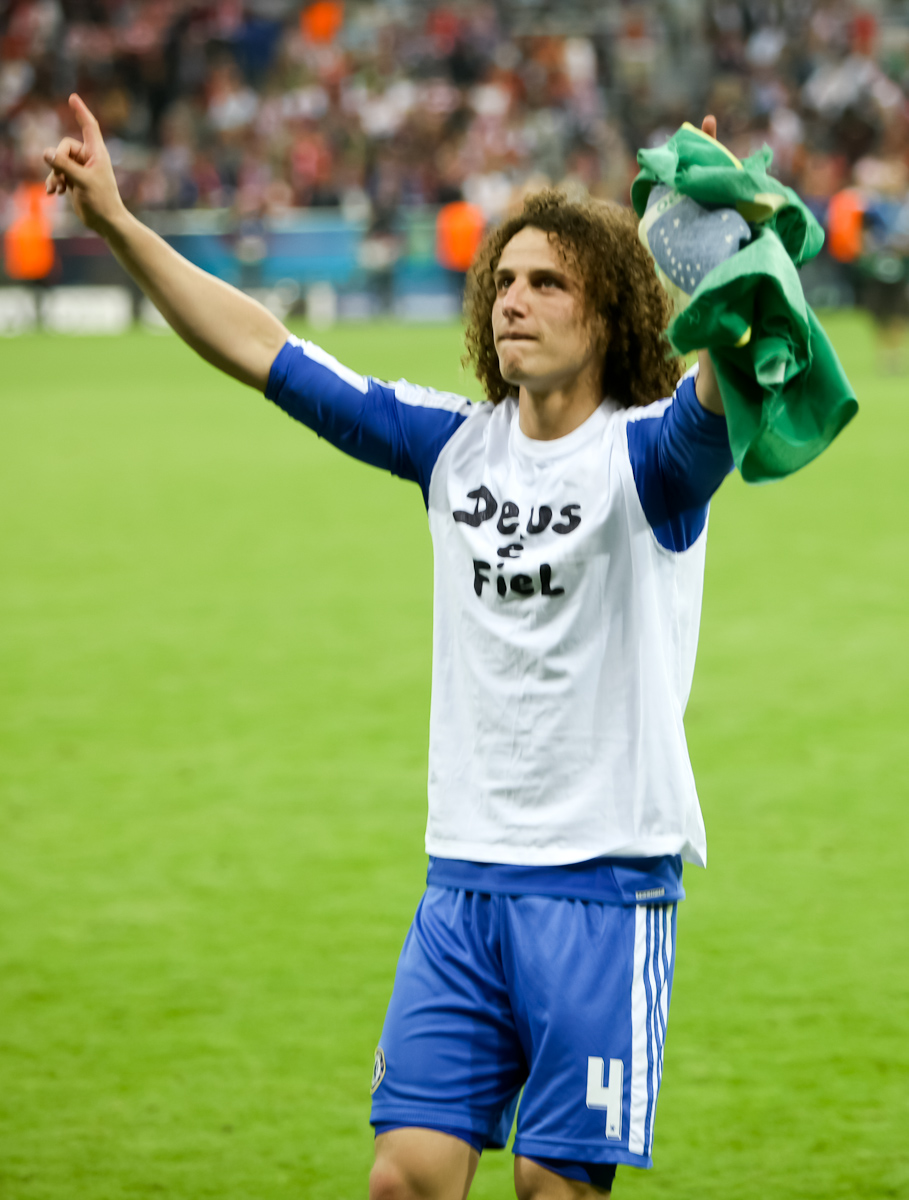
David Luiz festeggia la vittoria della UEFA Champions League 2011-2012 con il Chelsea

#### Gli inizi, Benfica
Calca sin da bambino le scene del mondo del calcio con la casacca del Vitória. A sedici anni sigla il suo primo da professionista e René Simões, allora tecnico della squadra di Salvador de Bahia, non perde tempo a lanciarlo sulla corsia mancina dell'undici iniziale.
Le prestazioni in campionato gli consentono di partecipare alla spedizione vincente della selezione Under-20 brasiliana nel Sudamericano disputatosi in Paraguay nel 2007 e di convincere gli emissari del Benfica a portarlo all'Estádio da Luz per valutarne al meglio i margini di miglioramento.
Viene quindi messo alla prova da Fernando Santos e il giovane conquista un posto da titolare nella difesa bianco-rossa. Le 10 partite giocate in campionato e le 4 presenze in Europa convincono il Benfica ad acquistarne interamente il cartellino. Nella stagione successiva e nel primo scorcio del campionato 2009-2010 forma la coppia difensiva insieme a Luisão.

#### Chelsea
Il 31 gennaio 2011 viene acquistato dal Chelsea per 20 milioni più Nemanja Matić, valutato cinque milioni, che si trasferisce in Portogallo nel luglio seguente. Con la squadra londinese si aggiudica la Champions League 2011-12, vinta ai rigori contro il Bayern Monaco: nel 2013 conquista invece l'Europa League contro il Benfica, suo ex club. Ha inoltre partecipato a due edizioni consecutive della Supercoppa UEFA, con il Chelsea sconfitto in entrambe le occasioni.

#### Paris Saint-Germain

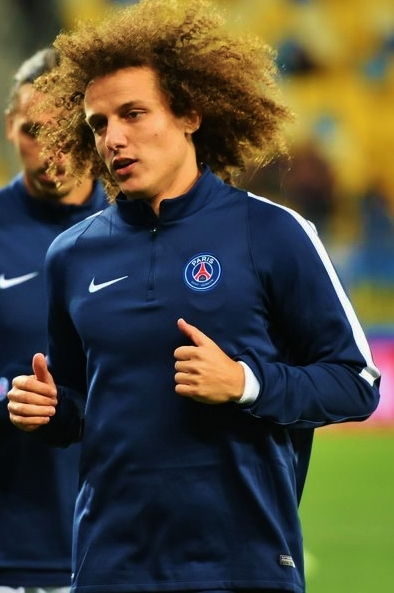
David Luiz in allenamento al Paris Saint-Germain nel 2015

Il 23 maggio 2014, il PSG annuncia l'ingaggio del brasiliano a partire dal 10 giugno, per una cifra record vicina ai 50 milioni di euro diventando, all'epoca, il difensore più pagato della storia del calcio. Il 16 agosto esordisce per la prima volta con la maglia del PSG nella gara vinta 2-0 in casa contro il Bastia. Il 30 settembre segna il primo gol con la nuova maglia nella gara di Champions League vinta 3-2 contro il Barcelona. Il 18 gennaio 2015 segna il primo gol in Ligue 1 nella gara vinta 4-2 sull'Évian TG, segnando il gol dell'1-1. Il 4 marzo segna il primo gol nella competizione Coupe de France nella gara vinta 2-0 contro il Monaco. L'11 marzo segna il gol al minuto '86 del momentaneo 1-1 contro il Chelsea in Champions League. Il suo gol aiuterà la squadra a passare ai quarti di finale con il punteggio di 2-2 dopo i tempi supplementari. L'11 aprile vince il suo secondo trofeo con la nuova maglia ovvero la Coupe de la Ligue, non riuscendo però a giocare la finale per un problema alla coscia.
Inizia la nuova stagione da protagonista vincendo per 2-0 la Supercoppa di Francia giocata in Canada contro il Lione, dove regala anche un assist per il gol di Aurier del momentaneo 1-0. Il 29 settembre segna il suo terzo gol in Champions League con la maglia del PSG nella vittoria per 3-0 sul campo dello Šachtar di Donec'k. Il 19 gennaio 2016 trova il secondo gol stagionale nella partita di Coupe de France PSG-Tolosa finita 2-1 per i parigini.

#### Ritorno al Chelsea e Arsenal
Il 31 agosto 2016 ritorna a sorpresa al Chelsea per 35 milioni di euro, club con il quale il 29 maggio 2019 vince l'Europa League 2018-2019, battendo in finale l'Arsenal (4-1)
L'8 agosto 2019 si trasferisce a titolo definitivo proprio all'Arsenal per 9 milioni di euro. Il 6 ottobre 2019 segna il suo primo gol con i Gunners nella vittoria per 1-0 contro il Bournemouth. Con i gunners in due stagioni vince la FA Cup 2019-2020 e la Community Shield e mette insieme 73 presenze e 4 gol. Il 3 giugno 2021 il club annuncia che non rinnoverà il contratto a David Luiz.

#### Flamengo
L'11 settembre David Luiz passa a titolo definitivo al Flamengo, tornando in patria dopo 15 anni. Il 29 ottobre 2022, in seguito alla finale vinta contro i connazionali dell'Athl. Paranaense per 1-0, David Luiz diventa il dodicesimo calciatore nella storia ad aver vinto sia la UEFA Champions League che la Coppa Libertadores. Il 22 dicembre 2024, il club carioca annuncia che la sua esperienza rubro-negra si sarebbe conclusa al termine della stagione 2024, dopo aver collezionato 132 presenze e 4 reti.

#### Fortaleza e Pafos
Il 20 gennaio 2025 firma un contratto valido fino al 31 dicembre 2026 più un'opzione di rinnovo per un'ulteriore stagione, con il Fortaleza. Con la squadra brasiliana raccoglie 17 presenze complessive prima di risolvere anticipatamente il proprio contratto.
Il 3 agosto 2025 annuncia il suo ritorno in Europa, con un accordo valido fino al 30 giugno 2027 con i ciprioti del Pafos.

### Nazionale

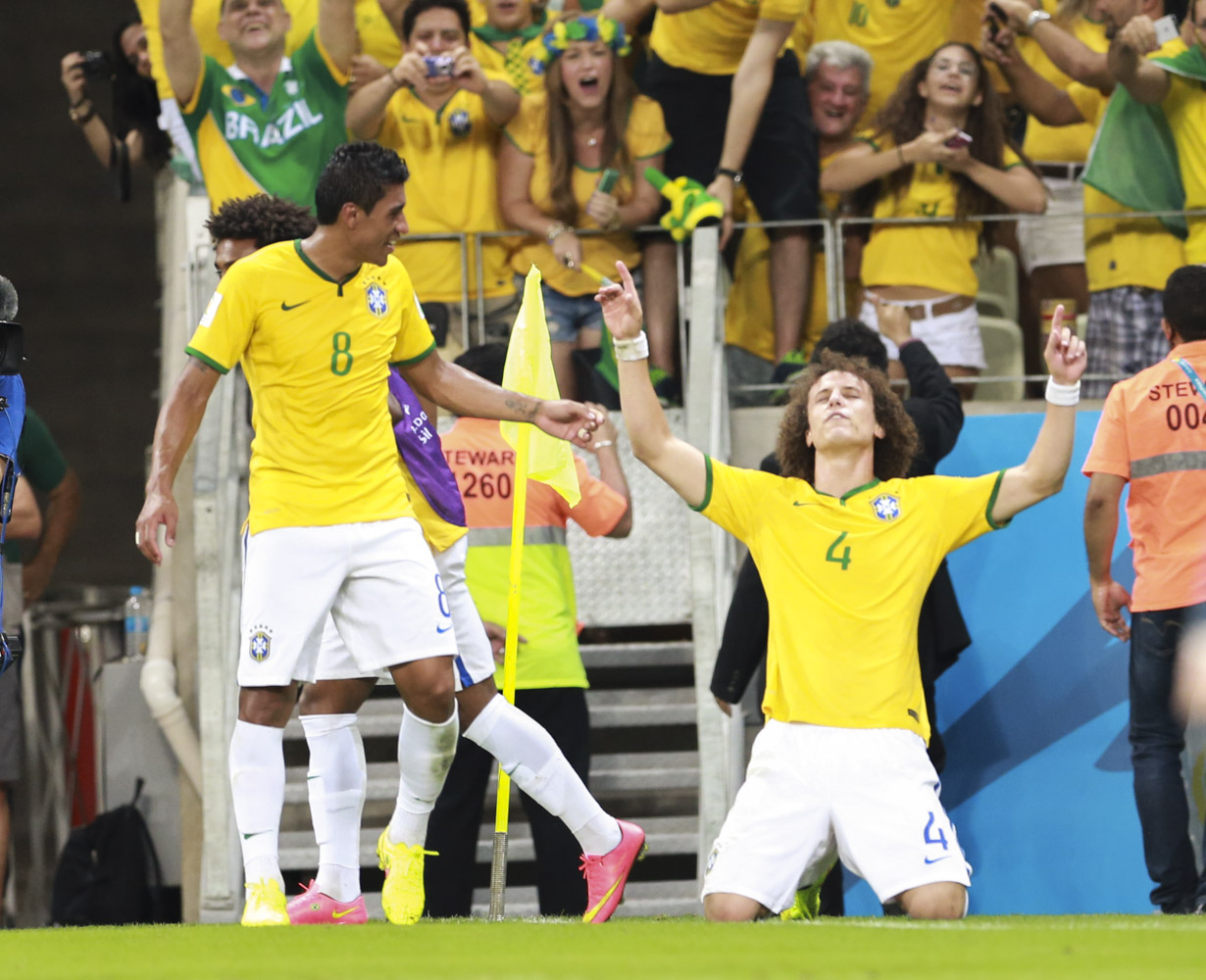
David Luiz (a destra) esulta dopo avere siglato il 2-0 alla nei quarti di finale del

Esordisce con la nazionale il 10 agosto 2010, nell'amichevole contro gli Stati Uniti. Dopo aver vinto la FIFA Confederations Cup 2013, viene convocato per il Mondiale 2014, dove gioca da titolare nelle file della nazionale brasiliana. In occasione degli ottavi di finale contro il Cile mette a segno la sua prima rete in verdeoro, ripetendosi nei quarti di finale contro la Colombia, dove sigla il 2-0 al 69' con una punizione dai 30 metri tirata di piatto, contribuendo alla qualificazione della squadra di casa per le semifinali contro la Germania. Nella semifinale contro i tedeschi, conclusasi con la sconfitta per 7-1 della Seleçao, David Luiz indossa la fascia di capitano dei verdeoro, data la squalifica di Thiago Silva. Termina la competizione casalinga al quarto posto dopo la sconfitta per 3-0 nella "finalina" con i Paesi Bassi.

## Statistiche

### Presenze e reti nei club
Statistiche aggiornate al 3 agosto 2025.
| Stagione                   | Squadra                    | Campionato                 | Campionato | Campionato | Coppe nazionali | Coppe nazionali | Coppe nazionali | Coppe continentali | Coppe continentali | Coppe continentali | Altre coppe | Altre coppe | Altre coppe | Totale | Totale |
| Stagione                   | Squadra                    | Comp                       | Pres       | Reti       | Comp            | Pres            | Reti            | Comp               | Pres               | Reti               | Comp        | Pres        | Reti        | Pres   | Reti   |
| -------------------------- | -------------------------- | -------------------------- | ---------- | ---------- | --------------- | --------------- | --------------- | ------------------ | ------------------ | ------------------ | ----------- | ----------- | ----------- | ------ | ------ |
| 2006                       | Vitória                    | PD/BA+C                    | 24+26      | 1+1        | CB              | 3               | 0               | -                  | -                  | -                  | -           | -           | -           | 53     | 2      |
| gen. 2007                  | Vitória                    | PD/BA+B                    | 2+0        | 0          | CB              | 0               | 0               | -                  | -                  | -                  | -           | -           | -           | 2      | 0      |
| Totale Vitória             | Totale Vitória             | Totale Vitória             | 26+26      | 1+1        |                 | 3               | 0               |                    | -                  | -                  |             | -           | -           | 55     | 2      |
| gen.-giu. 2007             | Benfica                    | PL                         | 10         | 0          | CP+CdL          | 0               | 0               | UCL+CU             | 0+4                | 0                  | -           | -           | -           | 14     | 0      |
| 2007-2008                  | Benfica                    | PL                         | 8          | 0          | CP+CdL          | 2+0             | 0               | UCL+CU             | 3+1                | 0                  | -           | -           | -           | 14     | 0      |
| 2008-2009                  | Benfica                    | PL                         | 19         | 2          | CP+CdL          | 2+4             | 0               | CU                 | 2                  | 1                  | -           | -           | -           | 27     | 3      |
| 2009-2010                  | Benfica                    | PL                         | 29         | 2          | CP+CdL          | 2+5             | 0+1             | UEL                | 13                 | 0                  | -           | -           | -           | 49     | 3      |
| 2010-gen. 2011             | Benfica                    | PL                         | 16         | 0          | CP+CdL          | 3+2             | 0               | UCL                | 6                  | 0                  | SP          | 1           | 0           | 28     | 0      |
| Totale Benfica             | Totale Benfica             | Totale Benfica             | 82         | 4          |                 | 20              | 1               |                    | 29                 | 1                  |             | 1           | 0           | 132    | 6      |
| gen.-giu. 2011             | Chelsea                    | PL                         | 12         | 2          | FACup+CdL       | 0               | 0               | UCL                | -                  | -                  | -           | -           | -           | 12     | 2      |
| 2011-2012                  | Chelsea                    | PL                         | 20         | 2          | FACup+CdL       | 6+3             | 0               | UCL                | 11                 | 1                  | -           | -           | -           | 40     | 3      |
| 2012-2013                  | Chelsea                    | PL                         | 30         | 2          | FACup+CdL       | 6+4             | 0+1             | UCL+UEL            | 6+7                | 2+2                | CS+SU+Cmc   | 1+1+2       | 0           | 57     | 7      |
| 2013-2014                  | Chelsea                    | PL                         | 19         | 0          | FACup+CdL       | 3+3             | 0               | UCL                | 9                  | 0                  | SU          | 1           | 0           | 35     | 0      |
| 2014-2015                  | Paris Saint-Germain        | L1                         | 28         | 2          | CF+CdL          | 4+3             | 1+0             | UCL                | 10                 | 2                  | -           | -           | -           | 45     | 5      |
| 2015-2016                  | Paris Saint-Germain        | L1                         | 25         | 1          | CF+CdL          | 4+3             | 1+0             | UCL                | 7                  | 1                  | SF          | 1           | 0           | 40     | 3      |
| lug.-ago. 2016             | Paris Saint-Germain        | L1                         | 3          | 0          | CF+CdL          | -               | -               | UCL                | -                  | -                  | SF          | 1           | 0           | 4      | 0      |
| Totale Paris Saint-Germain | Totale Paris Saint-Germain | Totale Paris Saint-Germain | 56         | 3          |                 | 14              | 2               |                    | 17                 | 3                  |             | 2           | 0           | 89     | 8      |
| ago. 2016-2017             | Chelsea                    | PL                         | 33         | 1          | FACup+CdL       | 3+2             | 0               | -                  | -                  | -                  | -           | -           | -           | 38     | 1      |
| 2017-2018                  | Chelsea                    | PL                         | 10         | 1          | FACup+CdL       | 2+0             | 0               | UCL                | 4                  | 1                  | CS          | 1           | 0           | 17     | 2      |
| 2018-2019                  | Chelsea                    | PL                         | 36         | 3          | FACup+CdL       | 2+5             | 0               | UEL                | 5                  | 0                  | CS          | 1           | 0           | 49     | 3      |
| Totale Chelsea             | Totale Chelsea             | Totale Chelsea             | 160        | 11         |                 | 39              | 1               |                    | 42                 | 6                  |             | 7           | 0           | 248    | 18     |
| 2019-2020                  | Arsenal                    | PL                         | 33         | 2          | FACup+CdL       | 5+0             | 0               | UEL                | 5                  | 0                  | -           | -           | -           | 43     | 2      |
| 2020-2021                  | Arsenal                    | PL                         | 20         | 1          | FACup+CdL       | 1+1             | 0               | UEL                | 7                  | 1                  | CS          | 1           | 0           | 30     | 2      |
| Totale Arsenal             | Totale Arsenal             | Totale Arsenal             | 53         | 3          |                 | 7               | 0               |                    | 12                 | 1                  |             | 1           | 0           | 73     | 4      |
| set.-dic. 2021             | Flamengo                   | A/RJ+A                     | 0+7        | 0          | CB              | -               | -               | CL                 | 3                  | 0                  |             | -           | -           | 10     | 0      |
| 2022                       | Flamengo                   | A/RJ+A                     | 10+19      | 0+0        | CB              | 7               | 0               | CL                 | 10                 | 0                  | SB          | 1           | 0           | 47     | 0      |
| 2023                       | Flamengo                   | A/RJ+A                     | 8+15       | 0+1        | CB              | 5               | 0               | CL                 | 6                  | 0                  | SB+RS+CmC   | 1+2+2       | 0+0+0       | 39     | 1      |
| 2024                       | Flamengo                   | A/RJ+A                     | 4+23       | 0+3        | CB              | 3               | 0               | CL                 | 6                  | 0                  | -           | -           | -           | 36     | 3      |
| Totale Flamengo            | Totale Flamengo            | Totale Flamengo            | 22+64      | 0+4        |                 | 15              | 0               |                    | 22                 | 0                  |             | 6           | 0           | 132    | 4      |
| gen.-ago. 2025             | Fortaleza                  | PD/CE+A                    | 1+7        | 0+0        | CB              | 2               | 0               | CL                 | 4                  | 0                  | CdN         | 3           | 0           | 17     | 0      |
| 2025-2026                  | Pafos                      | A                          | -          | -          | CC              | -               | -               | UCL                | -                  | -                  | SC          | -           | -           | -      | -      |
| Totale carriera            | Totale carriera            | Totale carriera            | 497        | 27         |                 | 100             | 4               |                    | 129                | 11                 |             | 20          | 0           | 746    | 42     |

### Cronologia presenze e reti in nazionale
| Cronologia completa delle presenze e delle reti in nazionale ― Brasile | Cronologia completa delle presenze e delle reti in nazionale ― Brasile | Cronologia completa delle presenze e delle reti in nazionale ― Brasile | Cronologia completa delle presenze e delle reti in nazionale ― Brasile | Cronologia completa delle presenze e delle reti in nazionale ― Brasile | Cronologia completa delle presenze e delle reti in nazionale ― Brasile | Cronologia completa delle presenze e delle reti in nazionale ― Brasile | Cronologia completa delle presenze e delle reti in nazionale ― Brasile |
| Data                                                                   | Città                                                                  | In casa                                                                | Risultato                                                              | Ospiti                                                                 | Competizione                                                           | Reti                                                                   | Note                                                                   |
| ---------------------------------------------------------------------- | ---------------------------------------------------------------------- | ---------------------------------------------------------------------- | ---------------------------------------------------------------------- | ---------------------------------------------------------------------- | ---------------------------------------------------------------------- | ---------------------------------------------------------------------- | ---------------------------------------------------------------------- |
| 10-8-2010                                                              | East Rutherford                                                        | Stati Uniti                                                            | 0 – 2                                                                  | Brasile                                                                | Amichevole                                                             | -                                                                      | 70’                                                                    |
| 7-10-2010                                                              | Abu Dhabi                                                              | Brasile                                                                | 3 – 0                                                                  | Iran                                                                   | Amichevole                                                             | -                                                                      |                                                                        |
| 11-10-2010                                                             | Derby                                                                  | Brasile                                                                | 1 – 0                                                                  | Ucraina                                                                | Amichevole                                                             | -                                                                      |                                                                        |
| 17-11-2010                                                             | Doha                                                                   | Argentina                                                              | 1 – 0                                                                  | Brasile                                                                | Amichevole                                                             | -                                                                      |                                                                        |
| 9-2-2011                                                               | Saint-Denis                                                            | Francia                                                                | 1 – 0                                                                  | Brasile                                                                | Amichevole                                                             | -                                                                      |                                                                        |
| 7-6-2011                                                               | San Paolo                                                              | Brasile                                                                | 1 – 0                                                                  | Romania                                                                | Amichevole                                                             | -                                                                      |                                                                        |
| 7-10-2011                                                              | San José                                                               | Costa Rica                                                             | 0 – 1                                                                  | Brasile                                                                | Amichevole                                                             | -                                                                      |                                                                        |
| 11-10-2011                                                             | Torreón                                                                | Messico                                                                | 1 – 2                                                                  | Brasile                                                                | Amichevole                                                             | -                                                                      |                                                                        |
| 10-11-2011                                                             | Libreville                                                             | Gabon                                                                  | 0 – 2                                                                  | Brasile                                                                | Amichevole                                                             | -                                                                      |                                                                        |
| 14-11-2011                                                             | Al Rayyan                                                              | Egitto                                                                 | 0 – 2                                                                  | Brasile                                                                | Amichevole                                                             | -                                                                      |                                                                        |
| 28-2-2012                                                              | San Gallo                                                              | Bosnia ed Erzegovina                                                   | 1 – 2                                                                  | Brasile                                                                | Amichevole                                                             | -                                                                      |                                                                        |
| 15-8-2012                                                              | Solna                                                                  | Svezia                                                                 | 0 – 3                                                                  | Brasile                                                                | Amichevole                                                             | -                                                                      | 75’                                                                    |
| 7-9-2012                                                               | San Paolo                                                              | Brasile                                                                | 1 – 0                                                                  | Sudafrica                                                              | Amichevole                                                             | -                                                                      |                                                                        |
| 10-9-2012                                                              | Recife                                                                 | Brasile                                                                | 8 – 0                                                                  | Cina                                                                   | Amichevole                                                             | -                                                                      | cap. 77’                                                               |
| 11-10-2012                                                             | Malmö                                                                  | Brasile                                                                | 6 – 0                                                                  | Iraq                                                                   | Amichevole                                                             | -                                                                      |                                                                        |
| 16-10-2012                                                             | Breslavia                                                              | Giappone                                                               | 0 – 4                                                                  | Brasile                                                                | Amichevole                                                             | -                                                                      | 40’                                                                    |
| 14-11-2012                                                             | East Rutherford                                                        | Brasile                                                                | 1 – 1                                                                  | Colombia                                                               | Amichevole                                                             | -                                                                      |                                                                        |
| 6-2-2013                                                               | Londra                                                                 | Inghilterra                                                            | 2 – 1                                                                  | Brasile                                                                | Amichevole                                                             | -                                                                      | cap. 78’                                                               |
| 21-3-2013                                                              | Ginevra                                                                | Italia                                                                 | 2 – 2                                                                  | Brasile                                                                | Amichevole                                                             | -                                                                      | cap.                                                                   |
| 25-3-2013                                                              | Londra                                                                 | Brasile                                                                | 1 – 1                                                                  | Russia                                                                 | Amichevole                                                             | -                                                                      |                                                                        |
| 2-6-2013                                                               | Rio de Janeiro                                                         | Brasile                                                                | 2 – 2                                                                  | Inghilterra                                                            | Amichevole                                                             | -                                                                      |                                                                        |
| 9-6-2013                                                               | Porto Alegre                                                           | Brasile                                                                | 3 – 0                                                                  | Francia                                                                | Amichevole                                                             | -                                                                      | 29’                                                                    |
| 15-6-2013                                                              | Brasilia                                                               | Brasile                                                                | 3 – 0                                                                  | Giappone                                                               | Conf. Cup 2013 - 1º turno                                              | -                                                                      |                                                                        |
| 19-6-2013                                                              | Fortaleza                                                              | Brasile                                                                | 2 – 0                                                                  | Messico                                                                | Conf. Cup 2013 - 1º turno                                              | -                                                                      |                                                                        |
| 22-6-2013                                                              | Salvador                                                               | Italia                                                                 | 2 – 4                                                                  | Brasile                                                                | Conf. Cup 2013 - 1º turno                                              | -                                                                      | 8’ 33’                                                                 |
| 26-6-2013                                                              | Belo Horizonte                                                         | Brasile                                                                | 2 – 1                                                                  | Uruguay                                                                | Conf. Cup 2013 - Semifinale                                            | -                                                                      | 13’                                                                    |
| 30-6-2013                                                              | Rio de Janeiro                                                         | Brasile                                                                | 3 – 0                                                                  | Spagna                                                                 | Conf. Cup 2013 - Finale                                                | -                                                                      |                                                                        |
| 7-9-2013                                                               | Brasilia                                                               | Brasile                                                                | 6 – 0                                                                  | Australia                                                              | Amichevole                                                             | -                                                                      | 61’                                                                    |
| 10-9-2013                                                              | Foxborough                                                             | Brasile                                                                | 3 – 1                                                                  | Portogallo                                                             | Amichevole                                                             | -                                                                      |                                                                        |
| 12-10-2013                                                             | Seul                                                                   | Corea del Sud                                                          | 0 – 2                                                                  | Brasile                                                                | Amichevole                                                             | -                                                                      |                                                                        |
| 15-10-2013                                                             | Pechino                                                                | Brasile                                                                | 2 – 0                                                                  | Zambia                                                                 | Amichevole                                                             | -                                                                      | 70’                                                                    |
| 16-11-2013                                                             | Miami Gardens                                                          | Honduras                                                               | 0 – 5                                                                  | Brasile                                                                | Amichevole                                                             | -                                                                      | 72’                                                                    |
| 19-11-2013                                                             | Toronto                                                                | Brasile                                                                | 2 – 1                                                                  | Cile                                                                   | Amichevole                                                             | -                                                                      |                                                                        |
| 5-3-2014                                                               | Johannesburg                                                           | Sudafrica                                                              | 0 – 5                                                                  | Brasile                                                                | Amichevole                                                             | -                                                                      | 64’                                                                    |
| 3-6-2014                                                               | Goiânia                                                                | Brasile                                                                | 4 – 0                                                                  | Panama                                                                 | Amichevole                                                             | -                                                                      | 11’ 70’                                                                |
| 6-6-2014                                                               | San Paolo                                                              | Brasile                                                                | 1 – 0                                                                  | Serbia                                                                 | Amichevole                                                             | -                                                                      |                                                                        |
| 12-6-2014                                                              | San Paolo                                                              | Brasile                                                                | 3 – 1                                                                  | Croazia                                                                | Mondiali 2014 - 1º turno                                               | -                                                                      |                                                                        |
| 17-6-2014                                                              | Fortaleza                                                              | Brasile                                                                | 0 – 0                                                                  | Messico                                                                | Mondiali 2014 - 1º turno                                               | -                                                                      |                                                                        |
| 23-6-2014                                                              | Brasilia                                                               | Camerun                                                                | 1 – 4                                                                  | Brasile                                                                | Mondiali 2014 - 1º turno                                               | -                                                                      |                                                                        |
| 28-6-2014                                                              | Belo Horizonte                                                         | Brasile                                                                | 1 – 1 dts (3–2 dtr)                                                    | Cile                                                                   | Mondiali 2014 - Ottavi di finale                                       | 1                                                                      |                                                                        |
| 4-7-2014                                                               | Fortaleza                                                              | Brasile                                                                | 2 – 1                                                                  | Colombia                                                               | Mondiali 2014 - Quarti di finale                                       | 1                                                                      |                                                                        |
| 8-7-2014                                                               | Belo Horizonte                                                         | Brasile                                                                | 1 – 7                                                                  | Germania                                                               | Mondiali 2014 - Semifinale                                             | -                                                                      | cap.                                                                   |
| 12-7-2014                                                              | Brasilia                                                               | Brasile                                                                | 0 – 3                                                                  | Paesi Bassi                                                            | Mondiali 2014 - 3º posto                                               | -                                                                      |                                                                        |
| 5-9-2014                                                               | Miami Gardens                                                          | Brasile                                                                | 1 – 0                                                                  | Colombia                                                               | Amichevole                                                             | -                                                                      | 80’                                                                    |
| 11-10-2014                                                             | Pechino                                                                | Brasile                                                                | 2 – 0                                                                  | Argentina                                                              | Amichevole                                                             | -                                                                      | 19’ 90’                                                                |
| 12-11-2014                                                             | Istanbul                                                               | Turchia                                                                | 0 – 4                                                                  | Brasile                                                                | Amichevole                                                             | -                                                                      |                                                                        |
| 18-11-2014                                                             | Vienna                                                                 | Austria                                                                | 1 – 2                                                                  | Brasile                                                                | Amichevole                                                             | 1                                                                      |                                                                        |
| 7-6-2015                                                               | San Paolo                                                              | Brasile                                                                | 2 – 0                                                                  | Messico                                                                | Amichevole                                                             | -                                                                      |                                                                        |
| 10-6-2015                                                              | Porto Alegre                                                           | Brasile                                                                | 1 – 0                                                                  | Honduras                                                               | Amichevole                                                             | -                                                                      | 46’                                                                    |
| 14-6-2015                                                              | Temuco                                                                 | Brasile                                                                | 2 – 1                                                                  | Perù                                                                   | Coppa America 2015 - 1º turno                                          | -                                                                      |                                                                        |
| 21-6-2015                                                              | Santiago del Cile                                                      | Brasile                                                                | 2 – 1                                                                  | Venezuela                                                              | Coppa America 2015 - 1º turno                                          | -                                                                      | 67’                                                                    |
| 5-9-2015                                                               | Harrison                                                               | Brasile                                                                | 1 – 0                                                                  | Costa Rica                                                             | Amichevole                                                             | -                                                                      |                                                                        |
| 8-9-2015                                                               | Foxborough                                                             | Stati Uniti                                                            | 1 – 4                                                                  | Brasile                                                                | Amichevole                                                             | -                                                                      |                                                                        |
| 8-10-2015                                                              | Santiago del Cile                                                      | Cile                                                                   | 2 – 0                                                                  | Brasile                                                                | Qual. Mondiali 2018                                                    | -                                                                      | 36’                                                                    |
| 13-11-2015                                                             | Buenos Aires                                                           | Argentina                                                              | 1 – 1                                                                  | Brasile                                                                | Qual. Mondiali 2018                                                    | -                                                                      | 87’, 89’                                                               |
| 25-3-2016                                                              | Recife                                                                 | Brasile                                                                | 2 – 2                                                                  | Uruguay                                                                | Qual. Mondiali 2018                                                    | -                                                                      | 82’                                                                    |
| 13-6-2017                                                              | Melbourne                                                              | Australia                                                              | 0 – 4                                                                  | Brasile                                                                | Amichevole                                                             | -                                                                      | 73’                                                                    |
| Totale                                                                 |                                                                        | Presenze                                                               | 57                                                                     |                                                                        | Reti                                                                   | 3                                                                      |                                                                        |

## Palmarès

### Club

#### Competizioni statali
- Campionato Carioca: 1

Flamengo: 2024

#### Competizioni nazionali
- Coppa di Lega portoghese: 2

Benfica: 2008-2009, 2009-2010
- Campionato portoghese: 1

Benfica: 2009-2010
- Coppa d'Inghilterra: 3

Chelsea: 2011-2012, 2017-2018
Arsenal: 2019-2020
- Supercoppa francese: 3

Paris Saint-Germain: 2014, 2015, 2016
- Coppa di Lega francese: 2

Paris Saint-Germain: 2014-2015, 2015-2016
- Campionato francese: 2

Paris Saint-Germain: 2014-2015, 2015-2016
- Coppa di Francia: 2

Paris Saint-Germain: 2014-2015, 2015-2016
- Campionato inglese: 1

Chelsea: 2016-2017
- Community Shield: 1

Arsenal: 2020
- Coppa del Brasile: 2

Flamengo: 2022, 2024

#### Competizioni internazionali
- UEFA Champions League: 1

Chelsea: 2011-2012
- UEFA Europa League: 2

Chelsea: 2012-2013, 2018-2019
- Coppa Libertadores: 1

Flamengo: 2022

### Nazionale
- Campionato sudamericano Under-20: 1

2007
- Confederations Cup: 1

Brasile 2013

### Individuale
- Calciatore portoghese dell'anno: 1

2010
- All-Star Team del campionato mondiale 1

Brasile 2014
- FIFA/FIFPro World XI: 1

2014
- Squadra della stagione della UEFA Europa League: 1

2018-2019
- Pallone d'argento Coppa del mondo per club FIFA: 1

2012